# 오이데촌
오이데촌(生出村)은 1956년까지 미야기현 나토리군 북부에 있던 촌이다. 현재의 센다이시 다이하쿠구에 해당한다.

## 역사
1889년 4월 1일, 정촌제 시행에 수반해 오이데촌이 성립하였다. 나가오 시로우에몬이 초대 촌장으로 취임한다. 시로우에몬은 모즈와의 옛 영주였던 모즈와 초등학교 교장 모즈와 히데후쿠(茂庭秀福)의 도움을 받아 마을의 진흥책을 추진해 나간다.
1892년, 마고시이시 터널을 개착. 1893년, 마을회에서 '본촌양잠업 장려법'을 제정하고 1896년에 제사 공장을 설립, 원료 생산부터 제품 판매까지 일관된 체제를 갖추었다. 또한, 산림자원의 주요 이용법을 땔감 이용에서 목재 이용으로 전환했다. 침엽수 조림 사업을 전개하여 메이지 40년에는 150만 그루를 심었다. 이러한 산업 진흥책으로 주민 소득이 크게 증가해 보조금에 의존하지 않는 자립적인 마을 운영을 이룩했다. 또한, 마을 주민들의 생활수준이 향상되고, 학교 건물 정비 등으로 시설 면을 확충하여 학령기 아동의 취학률을 거의 100%에 가깝게 끌어올리는데 성공했다.
1905년 5월 1일에는 '행도회'를 설립했다. 동사무소와 학교가 하나가 되어 사회교육과 농사 개량에 힘쓰고, 여자부에서는 가사, 간호, 육아 등의 지도를 담당했다.

### 연혁
- 1889년 4월 1일 - 정촌제 시행에 수반해 2촌의 구역으로 오이데촌이 성립하였다.
- 1956년 4월 1일 - 센다이시에 편입되었다.

## 교통

### 철도
- 아키보 전기철도

## 참고문헌
- 平成『仙台市史』（宮城県仙台市）
  - 通史編6〔近代1〕（2002年）
  - 資料編8〔近代現代4〕別冊資料（2006年）